# Władysław Wołłowicz
Władysław Wołłowicz (1615-14 septembre 1668), membre de la famille Wołłowicz, secrétaire royal (1639), castellan de Smolensk (1653), voïvode de Witebsk (1656), hetman de Lituanie (1667), .

## Sources
- (pl) Cet article est partiellement ou en totalité issu de l’article de Wikipédia en polonais intitulé « Władysław Wołłowicz » (voir la liste des auteurs).